# Anàlisi transaccional
L'anàlisi transaccional és una teoria psicològica de comunicació i personalitat proposada dels anys 50 als 70 del segle xx pel psiquiatre Eric Berne, que la va divulgar especialment al llibre Jocs als que participem. Actualment alguns dels paradigmes d'aquesta teoria s'estan canviant.
Defineix tres criteris de bona salut psíquica (consciència, espontaneïtat i intimitat); postula tres "estats del jo" (nen, adult i pare), un dels quals (el nen) està alhora format també per tres subestats (que també són nen, adult i pare); i estudia els intercanvis verbals i comportamentals ("transaccions") de relació entre persones. Berne inventa una unitat de mesura de cosa intercanviada a les transaccions, a la que anomena, en anglès, stroke, i que en català es podria traduir tant com per carícia com per puntada de peu. L'ús de la polisèmia està fet expressament, ja que un "signe de reconeixement" (com se sol traduir als textos tècnics catalans) pot ser tant positiu com negatiu.
Més aviat determinista, postula que les grans orientacions a la vida d'una persona ja estan decidides des de la infància i que poden prendre un guió de vida. Proposa fer atenció als jocs psicològics, una mena d'intercanvis especials que segueixen patrons que es van repetint i generen malestar. Altres idees que teoritza són el que anomena posicions de vida, és a dir el sentiment al que ja tendeix a tenir una persona des de la infància segons si ella està bé (ok) o malament (no ok) i si l'altre està o no ok; sis formes d'estructurar el temps segons els signes de reconeixement (aïllament, ritual, passatemps, activitat, jocs psicològics i intimitat); la gestió dels sentiments (acumulats, paràsits o reactivats); tres tipus de desconeixença (d'un mateix, dels altres i de la situació); quatre graus de passivitat; etc.

## Estats del jo

Estats del jo i exemples d'intercanvis o "transaccions"

Els tres estats del jo que proposa l'anàlisi transaccional es podrien comparar amb els tres nivells d'evolució del cervell; el superego, jo i allò de Sigmund Freud; etc. Berne els descriu com a sistemes coherents de pensaments i sentiments que es manifesten per uns patrons de comportament determinats. A les "transaccions" simples un sol estat d'una persona interacciona amb un de sol d'una altra, mentre que a transaccions dobles un estat pot donar un missatge verbalment, per exemple, alhora que un altre estat ho fa per mitjà del llenguatge corporal. Cada estat del jo té una part positiva (adient, desitjable) anomenada "ok" i una de negativa (ni adient ni desitjable) anomenada "no ok".
Els tres estats del jo són: 
- Nen: revivint la infància. Principi del plaer. El nen interior juga, crea i fa el que li agrada. Inclou les emocions i la intuïció.[3]
- Adult: realitat aquí i ara. Com a adults ens comportem segons el principi de la realitat, buscant sempre el que millor convé. Se n'adona, pren consciència, raona, analitza, calcula, demana la informació que li cal, en dona, etc.[3]
- Pare: copiant els educadors. Principi del deure. La societat influeix fent-nos pensar o sentir que "hauríem de" seguir els models, ideals i patrons preestablerts, incloent-hi moral, normes, costums i tradicions familiars i socials.[3]